# HMS Duchess (H64)
«Дачіс» (англ. HMS Duchess (H64) — військовий корабель, ескадрений міноносець типу «D» Королівського військово-морського флоту Великої Британії за часів Другої світової війни.

## Історія створення
Есмінець «Дачіс» закладений 12 червня 1931 року на верфі Palmers Shipbuilding and Iron Company у Геббурні. 19 липня 1932 року він був спущений на воду, а 27 січня 1933 року увійшов до складу Королівських ВМС Великої Британії.

## Історія служби
У січні 1935 року прибув до Гонконгу, де увійшов до складу 8-ї флотилії есмінців. Під час Абіссинської кризи з вересня до листопада 1935 року корабель патрулював в акваторії Червоного моря для моніторингу ситуації в регіоні. Корабель незадовго перед початком вторгнення німецького вермахту до Польщі був переведений разом з однотипними «сістер-шипами» назад до Середземноморського флоту.
12 жовтня 1939 року прибув на Середземне море, де виконував завдання протягом наступних двох місяців.
6 грудня 1939 року вийшов разом з «Дейнті», «Ділайт» і «Дункан» з Гібралтару на супровід лінкора «Барем». 12 грудня 1939 року під час переходу у густому тумані поблизу мису Малл-оф-Кінтайр біля узбережжя Шотландії есмінець зіткнувся з лінкором «Барем». Корабель перевернувся догори дригом, його глибинні бомби здетонували, загинуло 124 члени екіпажу, зокрема капітан корабля.